# Ruben Alves
Pour les articles homonymes, voir Alves (homonymie).
Ruben Alves, né le 9 janvier 1980 à Paris, est un acteur, scénariste, réalisateur et directeur de la photographie franco-portugais

## Biographie
Ruben Alves est le fils de Fatima Barrier Alves, Portugaise venue travailler en France comme concierge dans un immeuble dans le quartier des Champs-Élysées.

## Filmographie

### Acteur

#### Longs métrages
- 2004 : Pédale dure de Gabriel Aghion : Fripounet
- 2005 : Un truc dans le genre d'Alexandre Ciolek : Youssef
- 2006 : Madame Irma de Didier Bourdon et Yves Fajnberg : le serveur gastrologique
- 2008 : Secret défense de Philippe Haïm : la nouvelle recrue
- 2013 : La Cage dorée de Ruben Alves : Miguel, l'ex de Paula
- 2014 : Yves Saint-Laurent de Jalil Lespert : Fernando Sánchez
- 2015 : Demain tout commence d’Hugo Gélin : le serveur dans la soirée

#### Courts métrages
- 2001 : La Vie sans secret de Walter Nions d'Hugo Gélin : Frère Diane
- 2002 : À l'abri des regards indiscrets d'Hugo Gélin et Ruben Alves : Pierre-Cyril
- 2004 : La Chepor de David Tessier et Solo : le vendeur de la boutique
- 2004 : Tales from the Circus de Teresa Ramos : Will

#### Séries télévisées
- 2002 : Madame la proviseur (saison 7, épisode 2 : La corde raide)
- 2004 : Même âge, même adresse (saison 2, épisode 2 : Présentations)
- 2005 : Clara Sheller : Hervé (2 épisodes)
- 2006 : C com-ç@ : Florian (saison 2, épisode 12 : DJ Meddi)
- 2006 : Le juge est une femme : Sébastien (saison 12, épisode 3 : Mince à mourir)
- 2008 : Les Bougon : Sébastien (saison 1, épisode 2 : Boulot, vibro, bobo)
- 2009 : La Fille au fond du verre à saké : Joaquim
- 2010 : Empreintes criminelles : Robert (saison 1, épisode 3 : L'Affaire de la maison close)
- 2010 : Maison close : un policier (2 épisodes)

### Scénariste et réalisateur

#### Court métrage
- 2002 : À l'abri des regards indiscrets (coréalisé avec Hugo Gélin)

#### Longs métrages
- 2013 : La Cage dorée
- 2020 : Miss

#### Série télévisée
- 2023 : Escort Boys

### Directeur de la photographie
- 2012 : La Cage dorée de lui-même